# Palais épiscopal de Viviers
Le palais épiscopal de Viviers, devenu hôtel de ville en 1986, est situé à Viviers (Ardèche), en France.

## Localisation
Le palais est situé sur le territoire de la commune de Viviers, dans le département français de l'Ardèche.

## Historique
À l'origine de l'évêché de Viviers, la résidence des évêques était située dans le quartier du Château, à proximité de la cathédrale.
En 1540, Claude de Tournon, trouvant l'évêché trop vétuste, décida de s'installer dans son hôtel de Bourg-Saint-Andéol. Ses successeurs firent de même jusqu'au XVIIIe siècle.
Ce bâtiment a été construit par l'architecte Jean-Baptiste Franque pour l'évêque de Viviers François Renaud de Villeneuve (évêque entre 1723 et 1748),. 
Il semble que ce choix de l'architecte soit dû à un frère d'un chanoine de Viviers, M. de Linage, pour qui l'architecte avait construit un hôtel particulier à Beaucaire, car dans une lettre du 11 février 1730, M. de Linage écrit à Franque : « je n'ai pas eu de nouvelles de mon frère le chanoine au sujet du projet de bâtisse de Mgr de Viviers ; j'ai eu l'honneur de le voir à Nîmes et de l'assurer qu'il serait content de vous ».
La correspondance entre l'architecte et l'évêque permet de suivre les circonstances de la construction. La première pierre est posée le 15 janvier 1732. Le 19 octobre, l'abbé Roche, secrétaire de l'évêque, écrit à Franque : « le sol de la maison à bâtir se trouvera préparé dans cette semaine, la vigne et les arbres seront arrachés et ainsi Monseigneur souhaite que vous vous rendiez ici le 27 ou 28 de ce mois pour commencer et planter les piquets ». Sur place, les travaux sont dirigés par Claude Projet, maître maçon de Nîmes, et collaborateur de Franque pour beaucoup de ses projets. L'évêque fait subir de nombreuses modifications dans la disposition des pièces. La construction de l'aile gauche est entreprise à la fin de l'année 1733. En décembre 1735, l'évêque se plaint que les travaux de l'hôtel de Roqueplane avancent plus vite que ceux de l'évêché. En mars 1737, l'évêque écrit que la salle à manger et le salon à l'italienne ne sont toujours pas pavés. Le nouveau palais épiscopal est béni le 26 août 1737. La réception définitive des travaux n'a eu lieu que le 26 septembre 1741. Elle est effectuée par M. Piot, directeur des travaux publics de la sénéchaussée de Beaucaire et de Nîmes.
Faute de moyens financiers, l'évêché n'a pas été terminé. Il manque l'aile droite. 
Le bâtiment n'ayant pas été vendu par lots, il retrouve son affectation d'évêché le 22 octobre 1817 quand le diocèse de Viviers qui avait été rattaché à Mende est rétabli. Des travaux sont entrepris pour le remettre en état. 
Il est confisqué par l'État en 1906 mais est racheté par l'association diocésaine en 1927. Le Palais épiscopal devient hôtel de ville par échange avec l'hôtel de Roqueplane, le 30 août 1986. 
L'édifice est classé au titre des monuments historiques en 1989.
Son parc a accueilli les ordinations épiscopales de Mgr Jean Bonfils en janvier 1993 et de Mgr François Blondel en janvier 2000 sous chapiteau chauffé, la capacité d'accueil de la cathédrale étant trop petite pour ces célébrations.

## Description
Le plan de l'évêché est simple. C'est un hôtel entre cour et jardin, de plan rectangulaire. Il était à l'origine agrémenté d'un parc à la française qui n'est plus visible.
Le portail principal se trouve à l'ouest. Il est précédé d'une avant-cour de plan ovale, s'ouvrant sur la cour d'honneur, et entourée de deux pavillons abritant des remises et le logement du portier. Il était prévu à l'origine deux ailes qui encadraient la cour d'honneur. Seule l'aile gauche, dite « aile des cuisines », a été construite. Dans l'hôtel, le vestibule d'entrée et le salon à l'italienne qui le suit, constituent la travée centrale du bâtiment, dans l'axe de la cour d'honneur. Ce sont deux salles qui saisissent le visiteur par leurs proportions et la qualité de leur décoration. On accède à l'étage par un escalier situé dans une pièce à droite du vestibule. La chapelle de l'évêché se trouve au premier étage.

## Décor intérieur
Le palais épiscopal possède de remarquables décors intérieurs baroques :

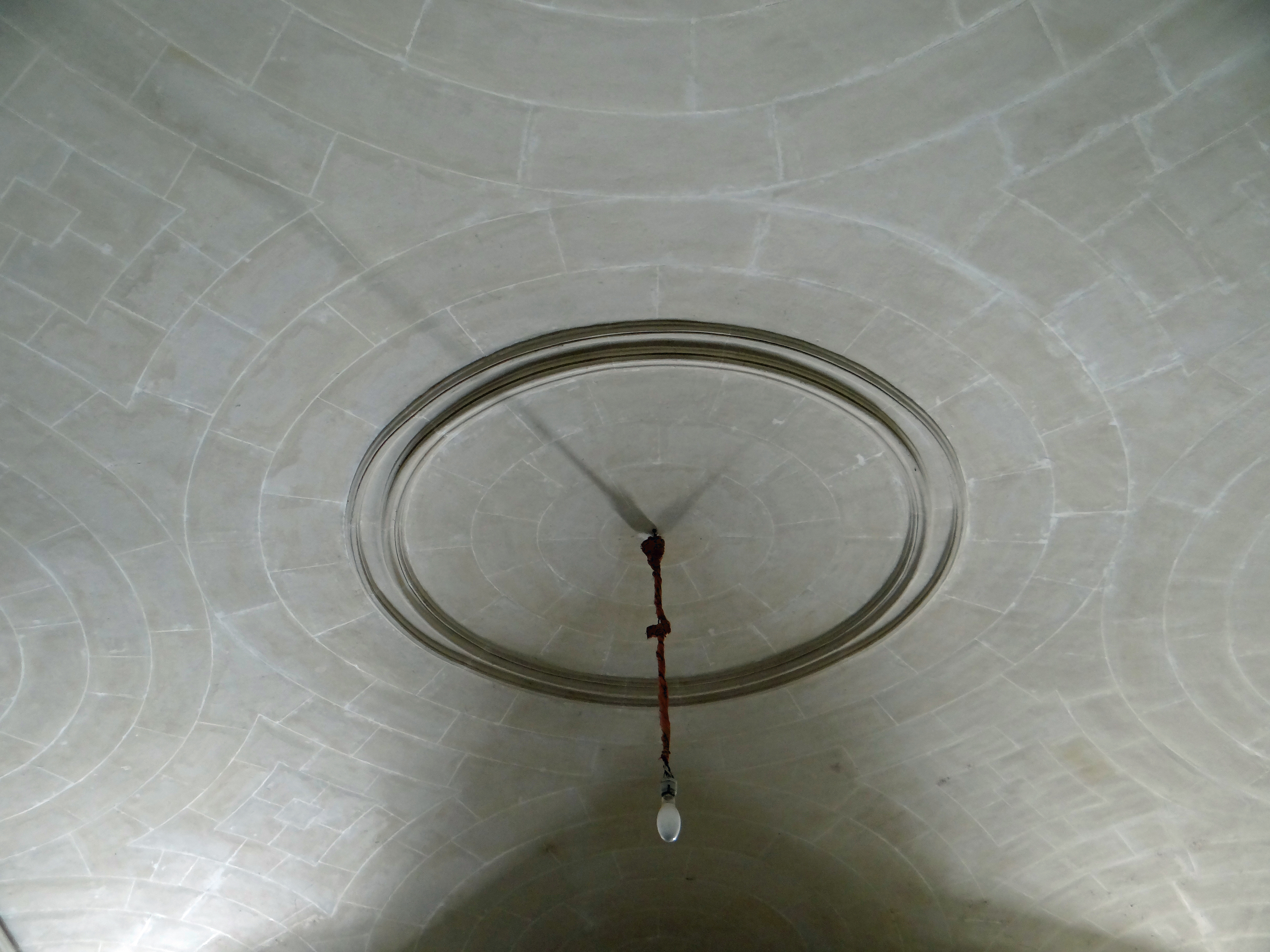
Voûte plate du vestibule.

- le vestibule d'entrée, après le portail ouest du palais, possède une voûte plate dont on peut remarquer la taille et l'organisation des pierres qui la constituent. Cette organisation est caractéristique de l'art de l'architecte Franque avec des lignes de joints concentriques :
- la salle dite « à l'italienne », dont la réalisation est terminée comme le vestibule en 1753. La salle fait toute la hauteur du bâtiment avec une tribune faisant le tour de la salle au niveau du premier étage. Le décor est composé de peintures à la détrempe sur plâtre exécuté vers 1737. Les murs et les dessus de cheminée sont décorés de 8 tableaux en camaïeu de gris-vert dont l'encadrement est fait de guirlandes. Ces tableaux représentent des scènes de l'Ancien Testament dont six se sont inspirées de peintures des loges du Vatican de Raphaël :
  - Construction de l'arche de Noë,
  - le Déluge
  - la sortie de l'Arche,
  - le Sacrifice de Noë,
  - la Fuite de Loth ;
  - Moïse et le Buisson ardent
  - Entrée dans l'Arche,
  - Construction de la Tour de Babel.

Les dessus de portes sont décorés de tableaux en camaïeu gris-vert représentant les quatre saisons.
Sous l'encorbellement de la tribune ont été peintes des guirlandes polychrome sur toute sa longueur, avec, au centre, des médaillons ovales en camaïeu bleu représentant les quatre éléments symbolisés par Junon, Vulcain, Cybèle et Neptune.
Les peintures auraient été faites d'après des dessins envoyés de Rome par François II Franque en 1736. D'après l'abbé Roche, elles auraient été faites par un décorateur italien, élève de Charles-Joseph Natoire.

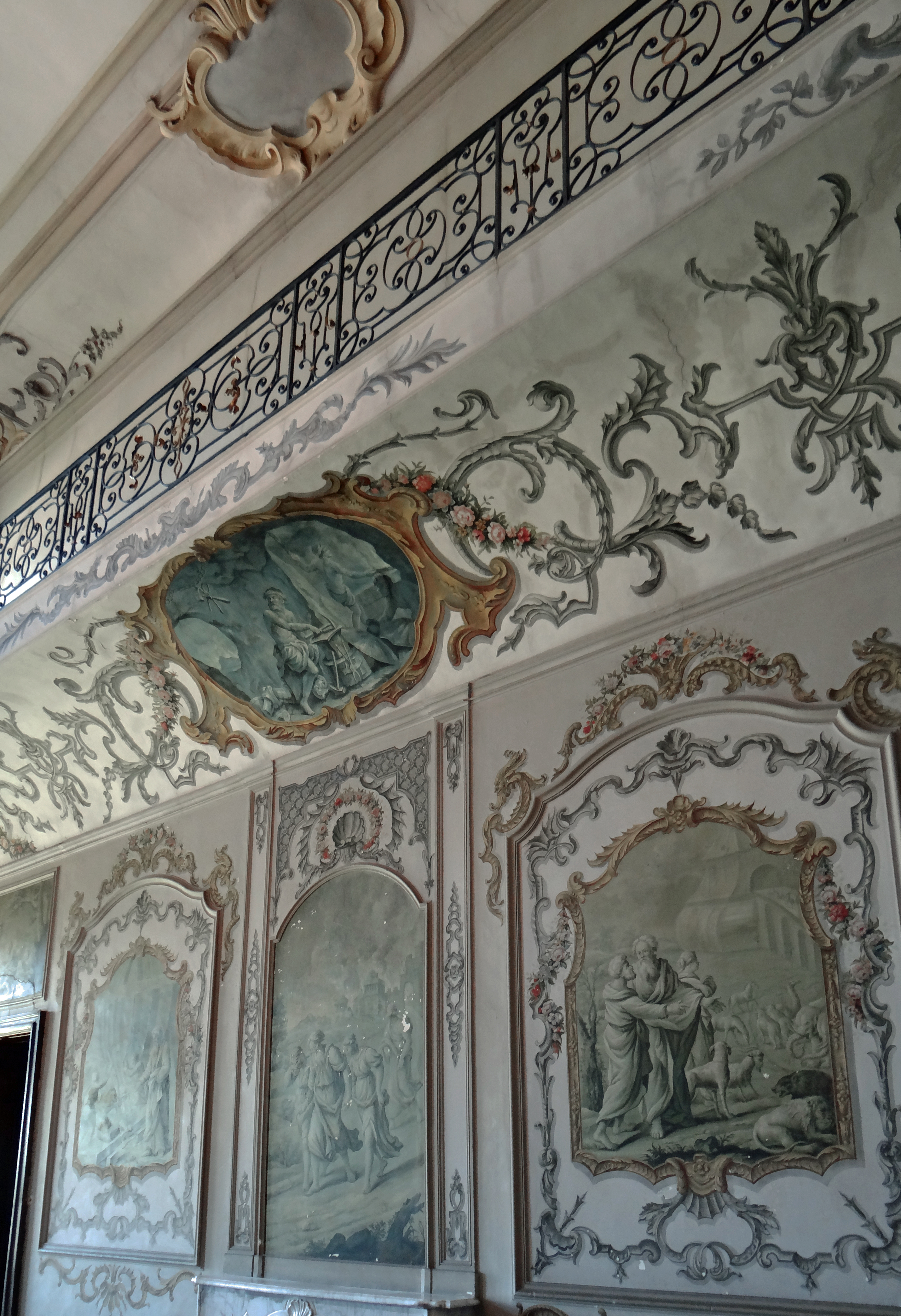
Salle dite « à l'italienne ». Mur côté sud.
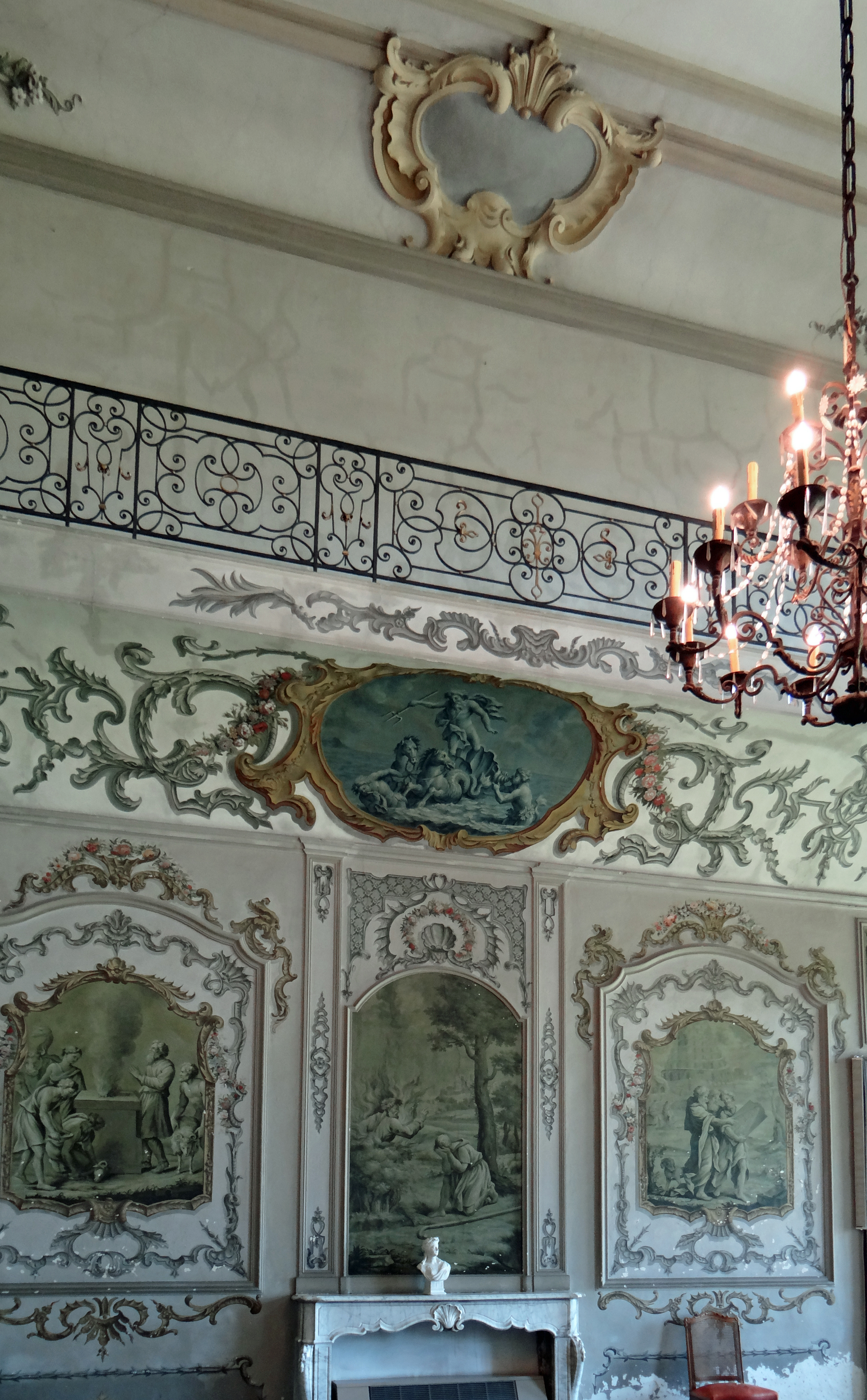
Salle dite « à l'italienne ». Mur côté nord.
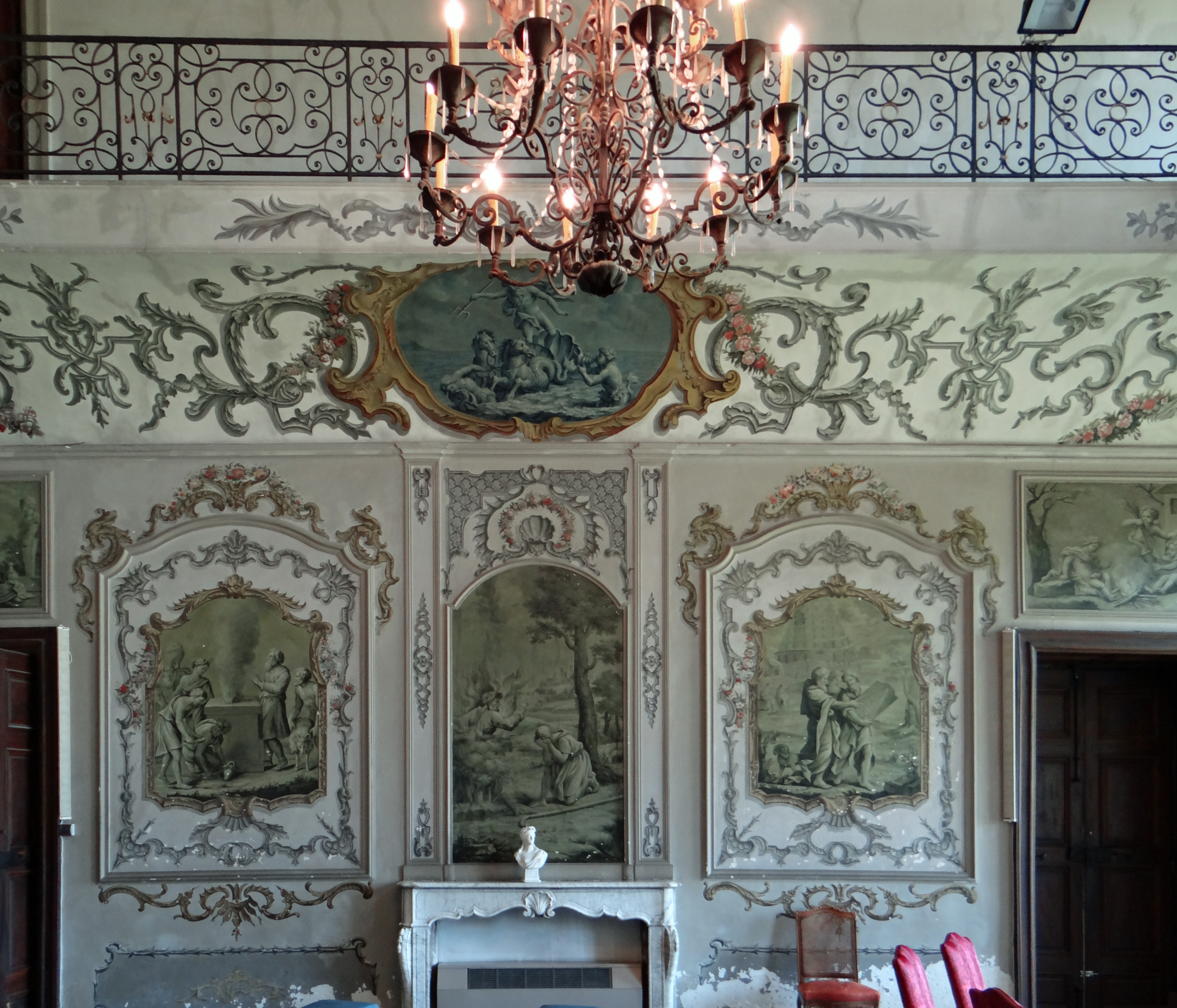
Salle dite « à l'italienne ». Décor du mur côté nord.
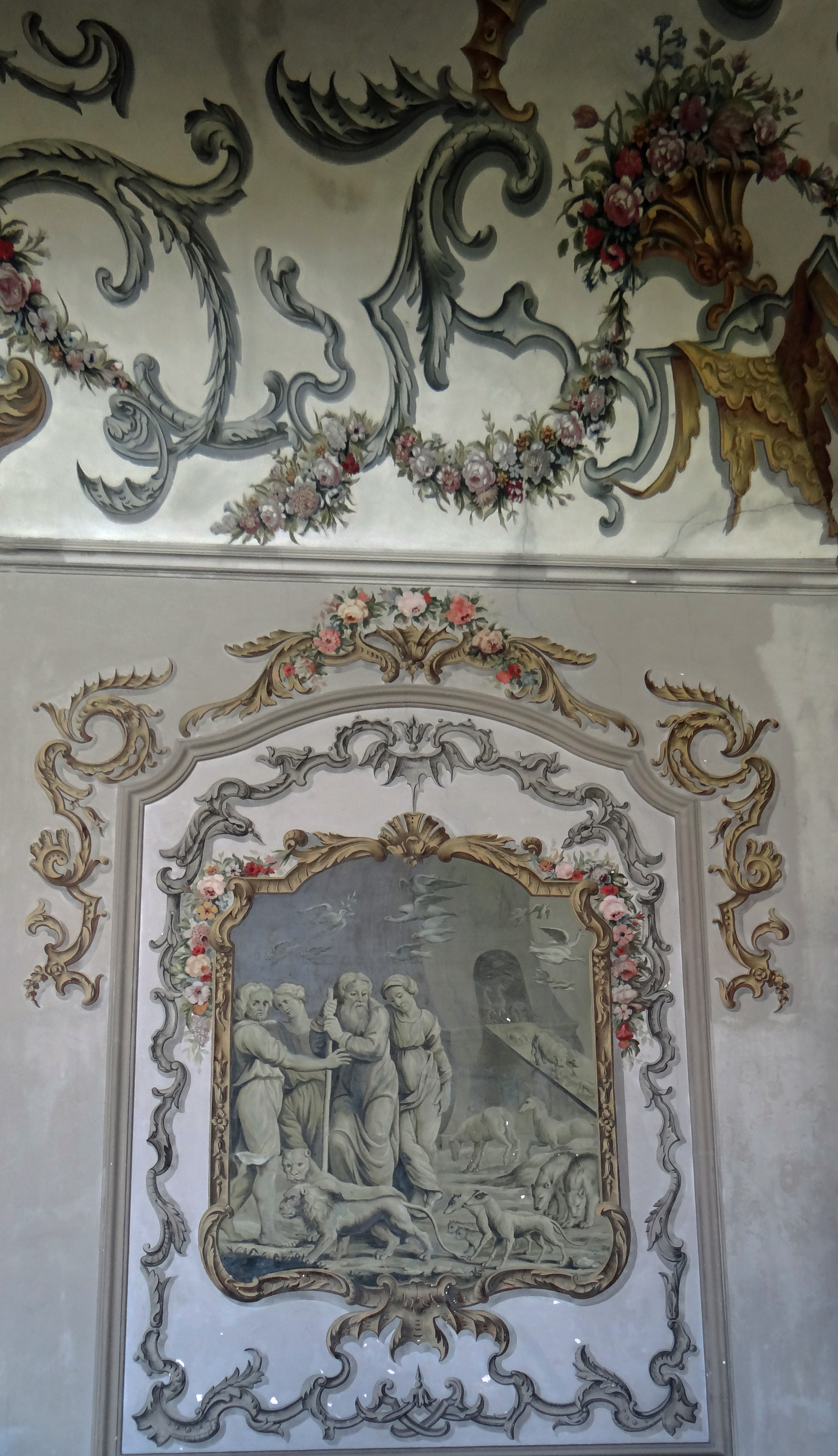
Salle dite « à l'italienne ». Tableau du mur côté ouest et guirlande de la tribune.
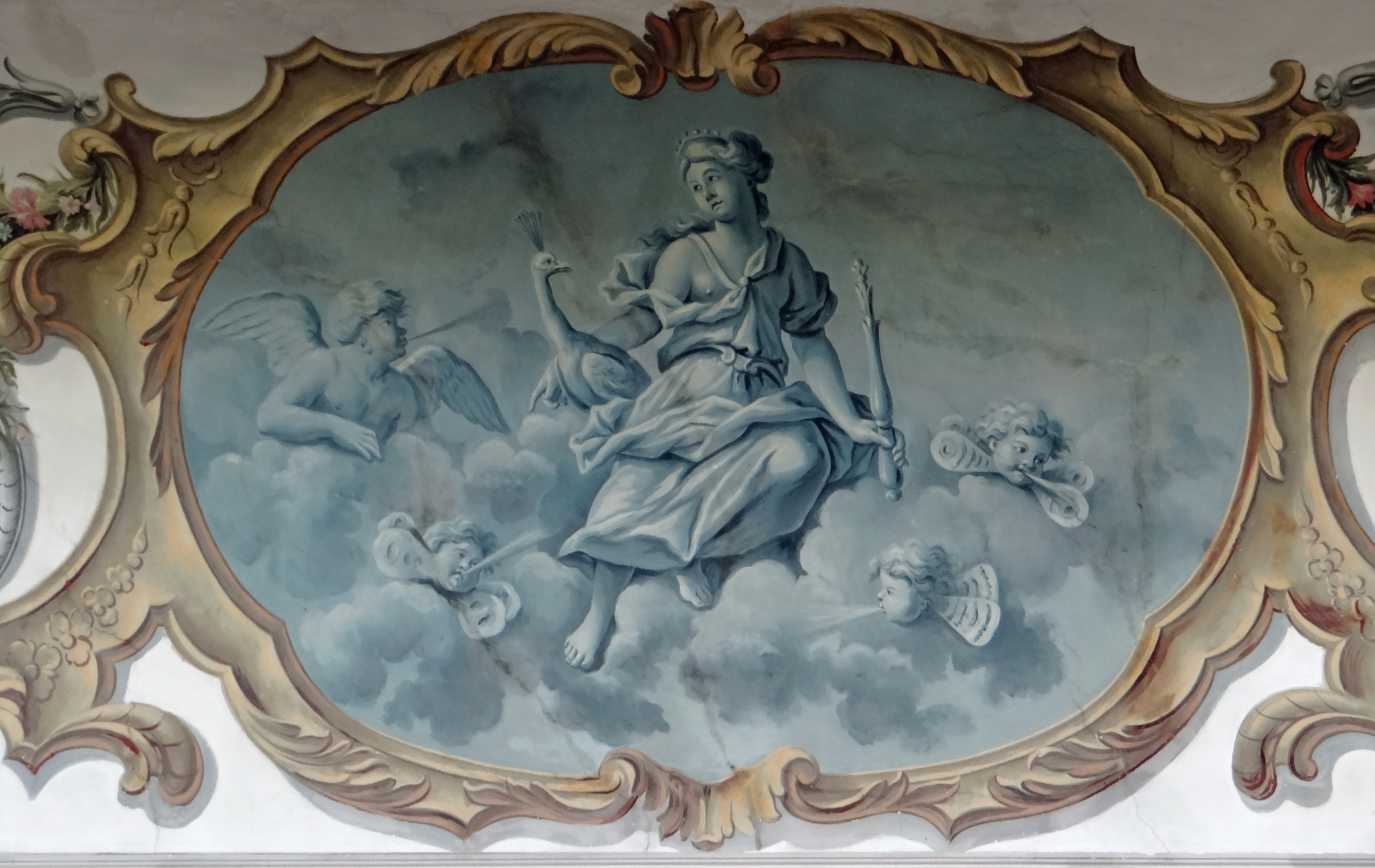
Salle dite « à l'italienne ». Médaillon de la tribune.

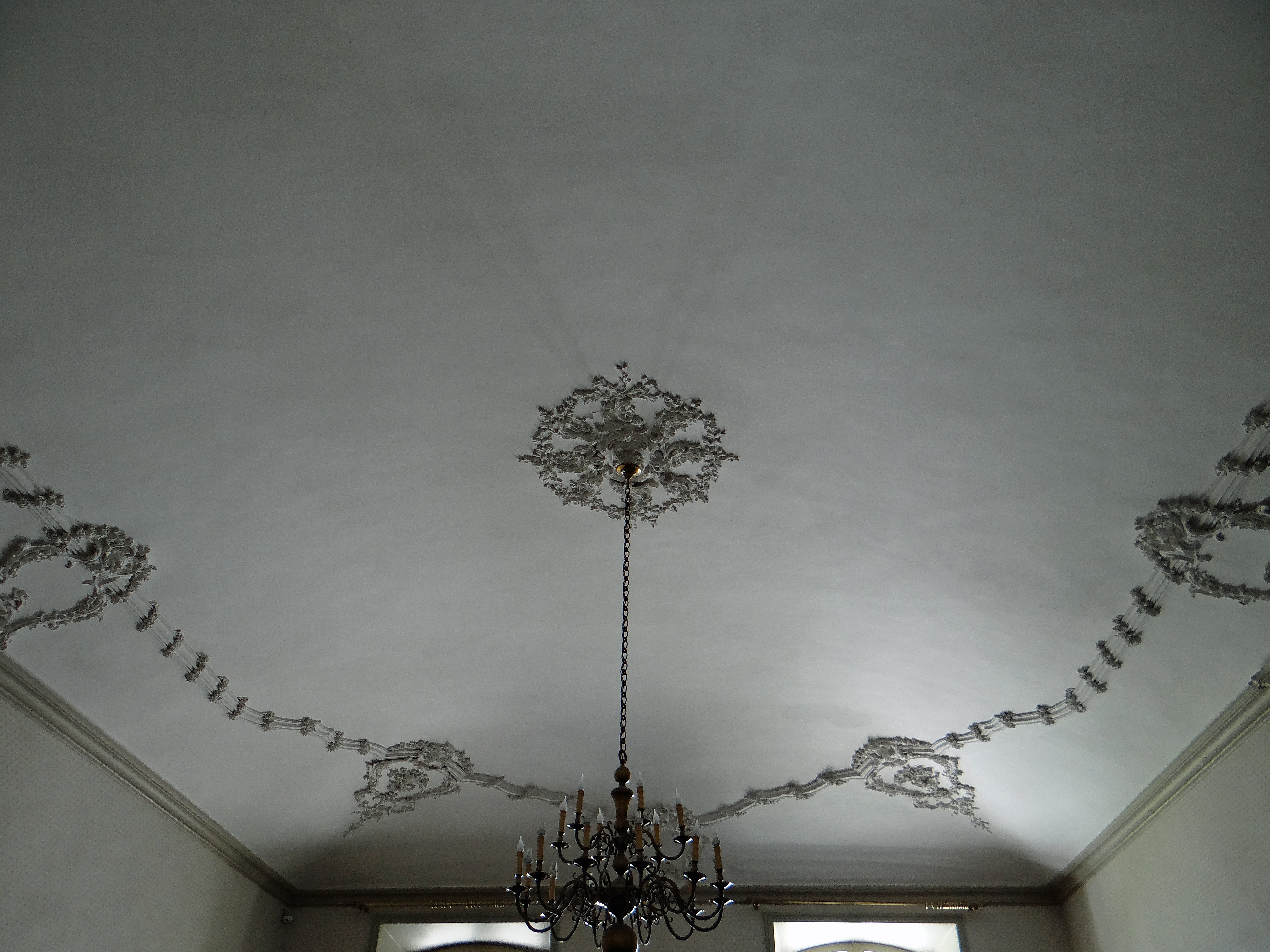
Plafond de la salle à manger.

- la salle à manger, côté nord, a un plafond avec un décor baroque ;
- la chapelle de l'évêque, au premier étage.